# Jorge Domínguez
Jorge Domínguez (* 7. März 1959 in Buenos Aires; † vor oder am 30. Juli 2023) war ein argentinischer Fußballspieler.

## Sportliche Laufbahn
Domínguez begann seine Karriere in Argentinien bei den Boca Juniors und Gimnasia La Plata. Im Januar 1984 absolvierte er zwei offizielle Länderspiele für die argentinische A-Nationalmannschaft sowie eine weitere Partie gegen Rumäniens U-21 im Rahmen des Nehru Cups. Im selben Jahr ging er zum französischen Zweitligaclub OGC Nizza. Mit 28 erzielten Toren wurde er in der ersten Saison beim neuen Verein Torschützenkönig der Ligue 2. Gleichzeitig gelang der Aufstieg in die erste Liga. 1986 wechselte er zum Ligakonkurrenten Sporting Toulon. Nach zwei Jahren verließ er diesen 1988 und wechselte zu Olympique Nîmes in die zweite Liga. Nur ein Jahr später ging er zum FC Tours, um nach einem weiteren Jahr erneut für Nîmes zu spielen. 1991 gelang ihm mit Nîmes der Aufstieg in die erste Liga. Im selben Jahr verließ er Frankreich und absolvierte seine letzten Spiele in seiner argentinischen Heimat.